# Esto es guerra (Bolivia)
Esto es guerra fue un programa de telerrealidad boliviano, adaptado del programa peruano del mismo nombre. Emitido por Red PAT, fue conducido desde 2016 por Laura LaFaye y Alan Vera, inicialmente conducido por Jessica Suárez y Orlando Fundichely. Se estrenó el 9 de marzo de 2015.
El programa trata de un grupo de jóvenes que deben participar en distintas pruebas con el fin de no ser eliminados de la competencia y poder ganar un gran premio final. Durante su emisión, fue el programa juvenil más visto de Bolivia.

## Temporadas
- La primera temporada de Esto es guerra Bolivia: Hombres vs. Mujeres, inició el lunes 9 de marzo de 2015 y finalizó el 31 de julio del mismo año. El sistema de competencia consistía en que todos los días se enfrentaban los equipos hombres y mujeres, es decir, de lunes a viernes competirán en diversas pruebas las cuales valen una cantidad determinada de puntos y de esta manera se daba a conocer quién era el ganador del día. Al finalizar la semana el equipo que obtenga la mayor cantidad de puntos ganará un premio monetario. Los finalistas fueron: Daniela Cortéz, David Suárez, Ariely Serafini y Rodrigo Vaca Díez. El ganador de la primera temporada fue David Suárez Hatfield, quien ganó 30 000 bolivianos.

- La segunda temporada inició el lunes 3 de agosto de 2015 y culminó el 18 de diciembre del mismo año en donde fueron presentados los competidores. La mecánica fue la misma de la primera temporada, dos equipos: Hombres y Mujeres y luchaban día a día en distintivas pruebas físicas, de habilidad mental y destreza para llevarse un premio semanal.

Tras un circuito gigante, con contenedores, grúas y diferentes obstáculos, los vencedores fueron el equipo de los "Hombres" comformado por José Roberto ‘Choco’ Velasco, Leonardo Velarde (‘La máquina’), David Suárez (‘El grande’) y Rodrigo Vaca Díez. Ellos se sacaron la polera y mostraron su musculatura, por última vez, junto al cheque gigante y un trofeo (la imagen está disponible en la página de Facebook). Los felices jóvenes se fueron a casa con un cheque de 40.000 bolivianos,
Yuvinka Velarde, la competitiva concursante de 'Esto es guerra', obtuvo el título de mejor guerrera de la temporada.
Rodrigo Vaca Díez logró obtener el primer lugar entre los varones, consagrándose el mejor guerrero de la temporada.
- La tercera temporada dio inicio el lunes 29 de febrero de 2016 y culminó el 29 de julio del mismo año. El sistema cambió, ahora son equipos mixtos: ("Cobras" y "Leones"). Esta temporada fue más extrema que las anteriores. Las competencias son más fuertes e intensas. Los vencedores fueron el equipo de las "Cobras" conformado por Rodrigo Vaca Díez, Alejandra Mansilla, Sergio Méndez y Nicole Gutiérrez.

Lograron consagrarse Rodrigo Vaca Díez, nuevamente como mejor guerrero de los varones y Romy Paz como la mejor guerrera de las mujeres de la tercera temporada.
- La cuarta temporada de Esto es guerra Bolivia:, como segunda temporada de Cobras vs. Leones, inició el lunes 31 de julio de 2016 y culminó el 22 de diciembre del mismo año en donde fueron presentados los competidores. La mecánica fue la misma de la tercera temporada, dos equipos: Cobras y Leones y luchaban día a día en distintivas pruebas físicas, de habilidad mental y destreza para llevarse un premio semanal. Los vencedores fueron el equipo de las "Cobras" conformado por Rodrigo Vaca Díez, Nicole Gutiérrez, Sergio Méndez y Sharon Valverde.

Lograron consagrarse Rodrigo Vaca Díez, nuevamente como mejor guerrero de los varones y Selva Jiménez como la mejor guerrera de las mujeres de la cuarta temporada.
- La quinta y última temporada de Esto es guerra Bolivia:, como tercera y última temporada de Cobras vs. Leones, inició el jueves 9 de marzo de 2017 y finalizó el 28 de julio del mismo año.

Tras un circuito muy difícil, que abarcó dos espacios abiertos y tres estudios, los vencedores fueron el equipo de las "Cobras" conformado por Cristhian Marmolejo, Selva Jiménez, Yhair Rodríguez Bolívar y Sharon Valverde, consagrándose primer equipo tricampeón.
Lograron consagrarse Cristhian Marmolejo, como mejor guerrero de los varones y Selva Jiménez nuevamente como la mejor guerrera de las mujeres de la quinta y última temporada, ambos integrantes del equipo ganador.

## Mecánica de la competencia
De lunes a viernes los participantes, se enfrentaran en juegos de carácter físico, mental y otro, donde demostraran su aptitudes en agilidad, destreza, resistencia física y otros.
Cuando la producción vea conveniente, deberán competir en diferentes forma ya sea grupales, mixtos, versus, individuales, hombres vs mujeres, postas, duplas, etc.
La producción utilizará la página web, Facebook, según se vea en la exigencia del programa, ya sea para medir la popularidad de su equipo favorito, participantes favoritos como también para votación, (siempre y cuando la producción lo vea necesario). Además la página web y el Facebook serán utilizados dentro de las dinámicas de algunos juegos que producción vea conveniente.
Se contara con un tribunal que tomará decisiones de producción como por ejemplo: faltas de disciplinas de los guerreros y otros (el tribunal entra según el programa lo exija).
Se contará con una persona que tendrá diversos personales (serán varios) según los juegos que la producción designe y se vea conveniente (Los personajes entraran cuando la producción lo ve conveniente).
Reserva de Competidores
La producción contará con participantes de reserva (ya sean personalidades destacadas del medio u otro) que podrán ser incluidos en la competencia.

## Equipos
Los equipos de 'Esto es guerra Bolivia' están conformados por:
| Equipo | Guerreros |
| ------ | --- |
| Leones | - Leonardo Velarde - Shirley Paredes - Roberto Velasco (Choco) - Yuvinca Velarde - Romy Paz - Nilson Moura - Kevin Ferrante - Daniela Cortéz |
| Cobras | - Ariely Serafinni - Rodrigo Vaca Díez - Selva Jiménez - Anyelo Roca - Sergio Méndez - Fran Marinho - Mario Del Alcázar - Nicole Gutiérrez   |